# 19 juillet dans les chemins de fer
19 juin 19 août
Chronologies thématiques
- Croisades
- Sports
- Disney

Cette page concerne les événements qui se sont déroulés un 19 juillet dans les chemins de fer.

## Événements

### XIXesiècle
- 1858 : en France, mise en service de la ligne Tours - Le Mans.
- 1900 : en France, mise en service de la première ligne du métro de Paris entre la porte de Vincennes et la porte Maillot, qui deviendra la ligne 1 du métro de Paris. Cette ligne a été créée à l'occasion de l'exposition universelle de 1900 à Paris.

### XXesiècle
- 1910 : en France, inauguration de la ligne de Cerdagne entre Villefranche - Vernet-les-Bains et Mont-Louis (Midi).
- 1957 : en France, dans le Vaucluse, à la sortie de la gare de Bollène-La Croisière, le rapide Vintimille-Paris, tiré par une machine à vapeur type 241 P, déraille en pleine nuit, à 1 h 15 du matin, en raison d'une erreur d'aiguillage consécutive semble-t-il à une confusion dans la transmission des ordres. Le bilan est de 30 morts et 80 blessés. Plusieurs des victimes ont été ébouillantées par la vapeur, la chaudière ayant été éventrée par un rail[1].

## Naissances
- 1933 : Philippe Essig, haut fonctionnaire, dirigeant d'entreprises et homme politique français. Directeur général de la RATP de 1982 à 1985, puis président de la SNCF de 1985 à 1988 et ensuite Président d'honneur de la SNCF.